# ГЕС Nea/Tya
ГЕС Nea/Tya — гідроелектростанція у центральній частині Норвегії, за вісім десятків кілометрів на південний схід від Тронгейма. Знаходячись між ГЕС Vessingfoss (40 МВт, вище по течії) та ГЕС Gresslifoss (25 МВт), входить до складу гідровузла, який використовує ресурс із річки Неа (у нижній течії — Ніделв), що бере свій початок у Швеції та в тільки що згаданому місті впадає до Тронгейм-фіорду.
Особливістю об'єкту є розміщення в одному машинному залі обладнання, яке живиться від двох дериваційних систем — станція Неа отримує ресурс з однойменної річки, тоді як Tya від її приток.
Відпрацьована ГЕС Vessingfoss вода потрапляє у створене на Неа водосховище Vessingsjoen, яке утримує бетонна гребля висотою 30 метрів та довжиною 350 метрів. Цей резервуар має об'єм у 37,3 млн м3 та припустиме коливання рівня між позначками 662 та 677 метрів НРМ. Зі сховища під лівобережним масивом прокладено дериваційний тунель довжиною 2,9 км з перетином 26 м2, котрий переходить у напірний водовід довжиною 0,6 км з діаметром 3,3 метра. В системі також працює вирівнювальний резервуар із двох камер, з'єднаних шахтою перетином 4х4 метра (нижня камера становить ділянку головного тунелю, розширену до перетину у 90 м2).

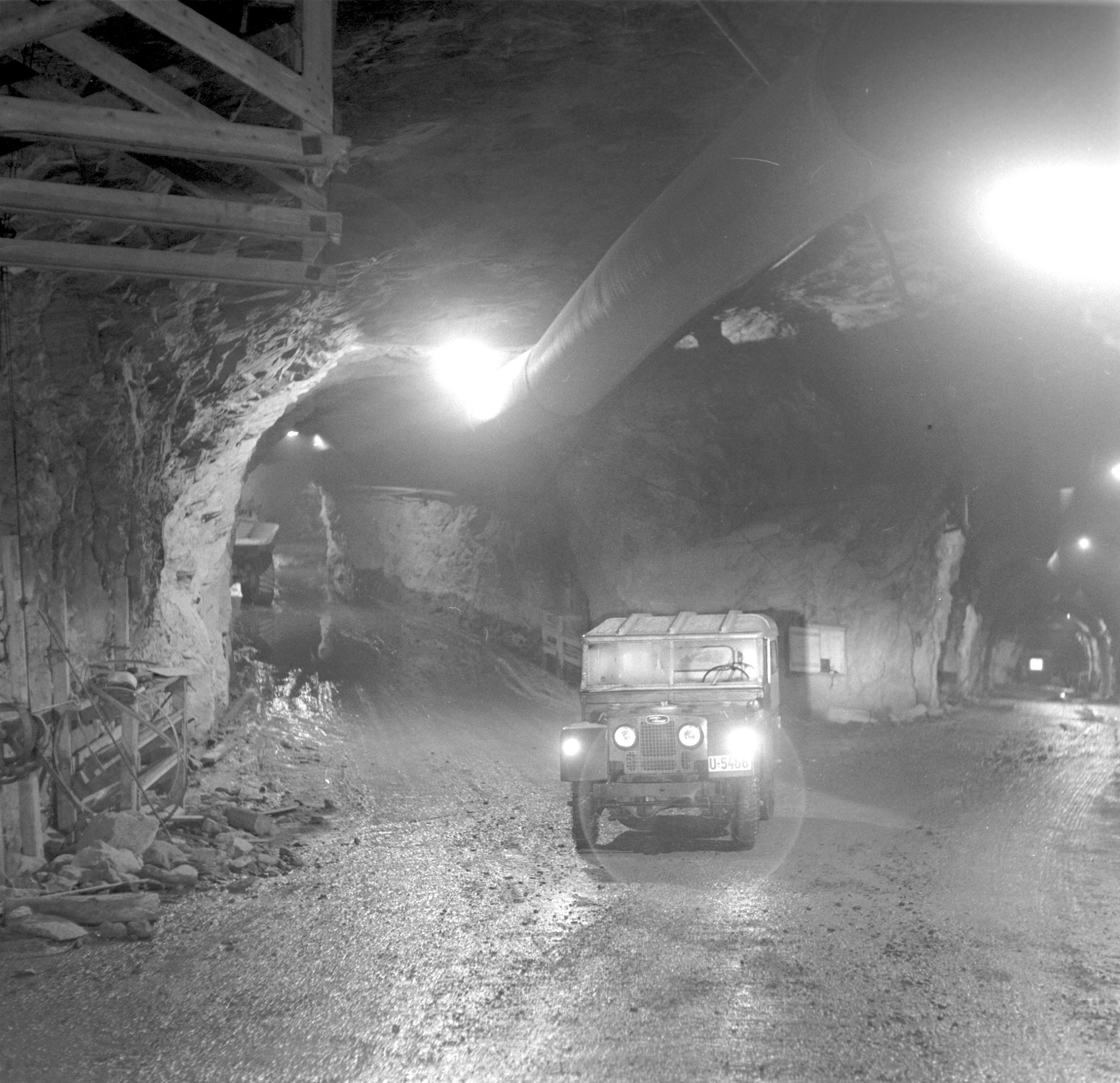
1958

Споруджений у підземному виконанні машинний зал має розміри 90х14 метрів, крім того, для розміщення трансформаторного обладнання створили окреме підземне приміщення. Від схеми Неа живляться три турбіни типу Френсіс потужністю по 62 МВт (загальна номінальна потужність станції рахується на рівні 175 МВт), які використовують напір у 375 метрів та забезпечують виробництво 677 млн кВт-год електроенергії на рік.
Відпрацьована вода прямує по тунелю довжиною 5,9 км з перетином 34 м2, котрий на своєму шляху проходить під руслом Неа та випускає воду на її правобережжі. Збільшення розміру відвідного тунелю в порівнянні з підвідним викликане необхідністю пропустити ресурс, відпрацьований станцією Tya. Остання живиться із водозабору у водосховищі Sellisjoen, розташованого на струмку Солібеккен (невелика ліва притока Неа) майже над машинним залом комплексу. Sellisjoen має об'єм у 1,1 млн м3, припустиме коливання рівня між позначками 497 і 502 метра НРМ та наповнюється ресурсом із Tya та Lodolja (відповідно ліва та права притоки Неа).
Накопичення ресурсу у схемі Tya відбувається за допомогою водосховищ Stuggusjøen та Finnkoisjøen. Перше створене на Tya за допомогою бетонної гравітаційної греблі висотою 9 метрів та довжиною 45 метрів, яка дозволяє утримувати резервуар з об'ємом 52 млн м3 та припустимим коливанням рівня між позначками 604 та 612 метрів НРМ. Із Stuggusjøen вода природним шляхом дренується по течії Tya до невеликої бетонної греблі, котра спрямовує ресурс у тунель довжиною 3,3 км. Останній проходить під водорозділом з Солібеккен та подає ресурс у Sellisjoen, при цьому з 2000 року він також живить малу ГЕС потужністю 2,5 МВт, яка використовує напір у 28 метрів.
Finnkoisjøen створене на Lodolja і має площу поверхні 6,2 км2, об'єм у 41,7 млн м3 та припустиме коливання рівня між позначками 758 та 769 метрів НРМ. Зі сховища вода природним шляхом дренується до водозабору на Lodolja, котрий спрямовує ресурс у тунель довжиною біля 2 км, який транспортує його до природного озера Gammelvollsjoen (дренується струмком Holmsaa ліворуч до Lodolja). З цієї водойми із рівнем поверхні на позначці 506 метрів НРМ вода подається по тунелю довжиною біля 4 км, який на своєму шляху проходить під руслом Неа та потрапляє на її лівобережжя, де завершується у Sellisjoen.
Від схеми Tya живиться одна турбіна типу Френсіс потужністю 32 МВт, що використовує напір у 200 метрів та забезпечує виробництво 160 млн кВт-год електроенергії на рік.